# هرواتسکا دوبیکا
هرواتسکا دوبیکا (به لاتین: Hrvatska Dubica) یک منطقهٔ مسکونی در کرواسی است که در شهرستان سیساک-موسلاوینا واقع شده‌است. هرواتسکا دوبیکا ۱۲۹٫۳۷ کیلومتر مربع مساحت و ۲٬۰۸۹ نفر جمعیت دارد.